# Ontginning (Eindhoven)
Ontginning is een wijk in het stadsdeel Woensel-Noord in de stad Eindhoven in de Nederlandse provincie Noord-Brabant. De wijk ligt in het noorden van Eindhoven. Op 1 januari 2023 telde de wijk 15.665 inwoners, verdeeld over 7.743 woningen, met een gemiddelde WOZ-waarde van € 319.000, op een oppervlakte van 3,33 km².
De wijk bestaat uit de volgende buurten:
- Driehoeksbos
- Prinsejagt
- Jagershoef
- 't Hool
- Winkelcentrum
- Vlokhoven

De wijk ligt aan de noordkant van Eindhoven. De wijk Driehoeksbos is ontwikkeld aan het einde van de 20e eeuw. Prinsejagt en Jagershoef zijn hoofdzakelijk gebouwd in de twee naoorlogse decennia en bestaan voornamelijk uit huurwoningen. De wijken ’t Hool en Vlokhoven hebben meer afwisseling met hoogbouw en laagbouw en koop- en huurwoningen. Het Winkelcentrum is, na de binnenstad, het grootste winkelcentrum van Eindhoven.

## Foto's

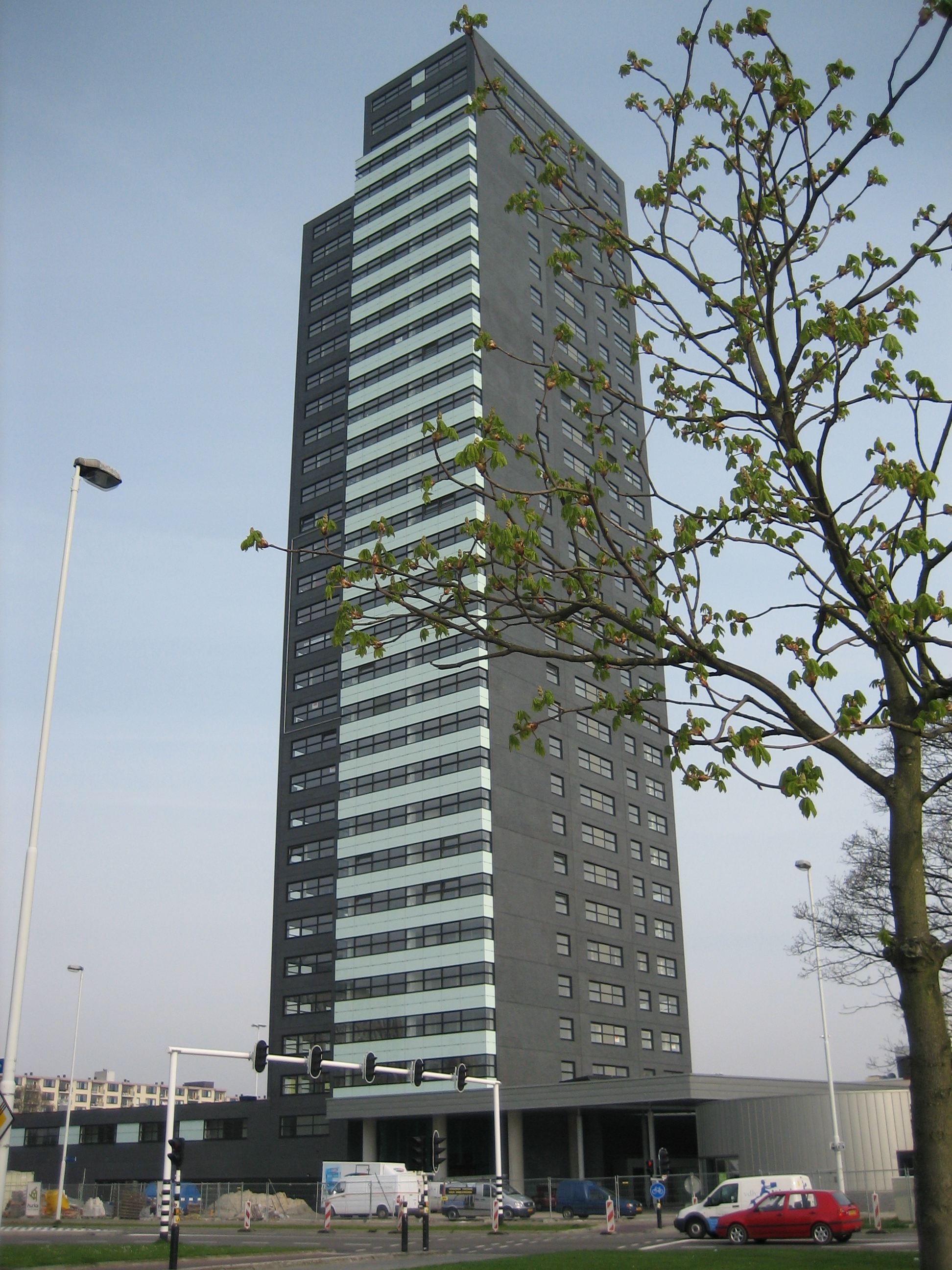
Porthos
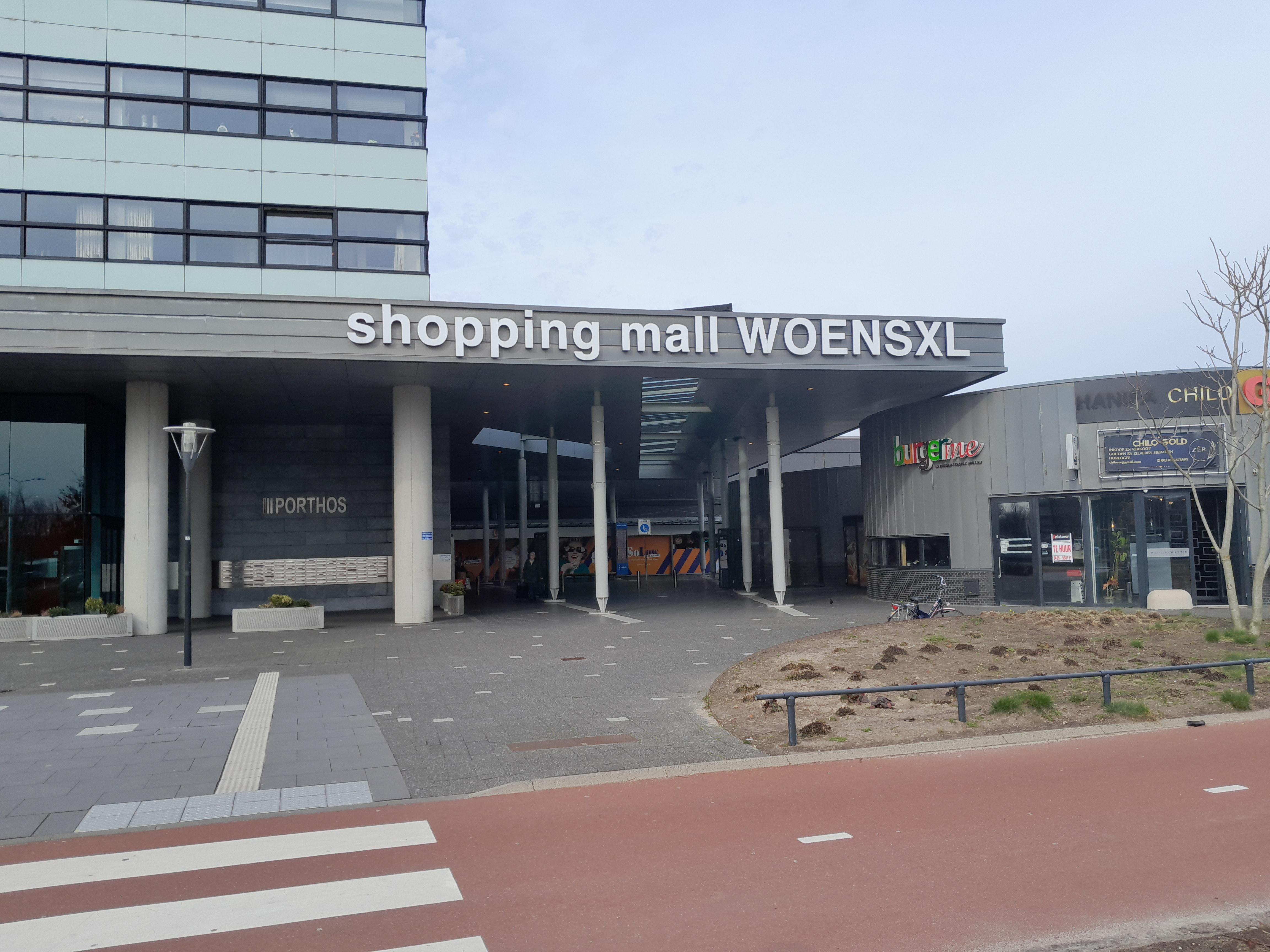
Winkelcentrum Woens XL